# کورکورن
کورکورن (به فرانسوی: Courcouronnes) یک کمون در فرانسه است که در شهرستان اسون واقع شده‌است.

## خصوصیات
کورکورن ۴٫۳۷ کیلومترمربع مساحت و ۱۴٬۵۰۵ نفر جمعیت دارد.